# هارولد هيس
هارولد هيس (بالإنجليزية: Harold Hess)‏ هو لاعب كرة قدم أمريكية أمريكي، ولد في 18 أغسطس 1895 في Belle Vernon, Pennsylvania ‏ في الولايات المتحدة، وتوفي في 9 نوفمبر 1982 في لوس أنجلوس في الولايات المتحدة.